# St. Godehard (Göttingen)

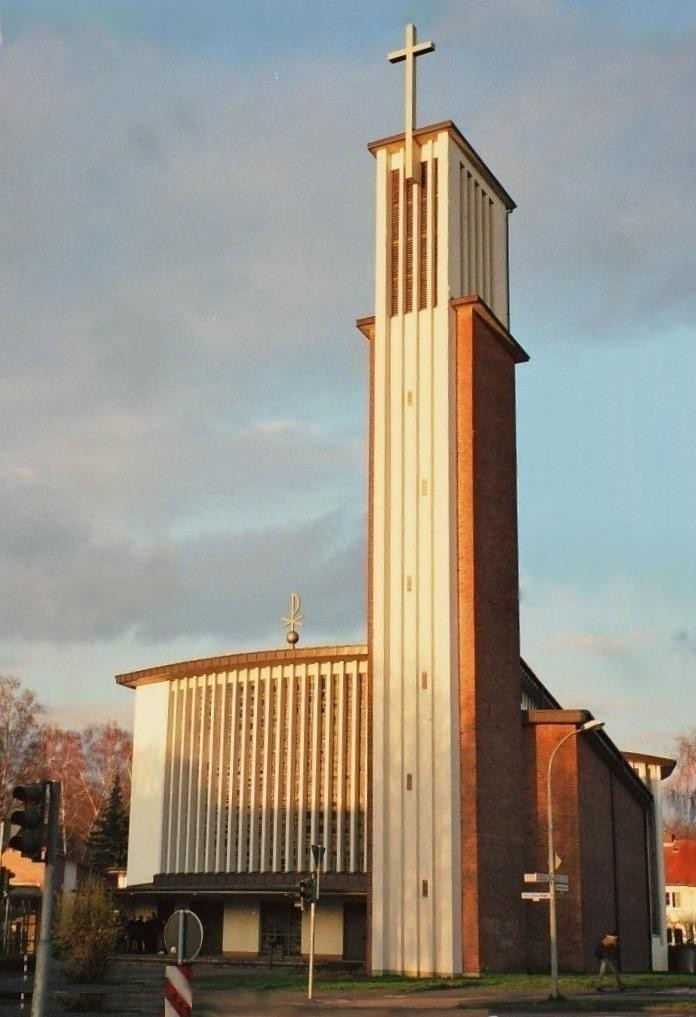
Kath. Pfarrkirche St. Godehard

St. Godehard ist eine katholische Pfarrkirche in der Weststadt von Göttingen (Godehardstraße 22). Ihre Pfarrgemeinde gehört zum Dekanat Göttingen im Bistum Hildesheim.
Das Patrozinium des heiligen Godehard von Hildesheim erinnert daran, dass dieser im Jahr 1022 in der nahegelegenen Pfalz Grona durch Kaiser Heinrich II. zum Bischof von Hildesheim berufen wurde.

## Geschichte
Nachdem infolge des Zweiten Weltkriegs und der Flucht und Vertreibung Deutscher aus Mittel- und Osteuropa 1945–1950 in Göttingen die Zahl der Katholiken stark angestiegen war, wurde St. Godehard 1958/59 als dritte katholische Kirche Göttingens nach St. Michael und St. Paulus erbaut. 1958 erfolgte die Grundsteinlegung und schon am 17. Dezember 1958 konnte das Richtfest gefeiert werden. Am 25. Oktober 1959 folgte durch Bischof Heinrich Maria Janssen die Konsekration der Kirche. Am 1. April 1963 wurde die Pfarrei St. Godehard errichtet.
Seit dem 1. September 2008 gehören zur Pfarrei auch die katholischen Kirchen St. Hedwig und Adelheid in Adelebsen, St. Marien in Dransfeld und St. Heinrich und Kunigunde in Grone.

## Architektur und Ausstattung
Nach Plänen des Architekturbüros Josef Bieling, Kassel, entstand eine weiträumige, geostete Saalkirche auf trapezförmigem Grundriss mit schmalen Quasi-Seitenschiffen und einem schlanken, freistehenden Turm. Das Äußere lebt vom Kontrast der roten Backsteinflächen mit hellen Betonelementen. Der nüchterne Innenraum erhält sein Licht von hinten durch die hohen Fensterlamellen, die fast die gesamte leicht konvexe Portalfront ausfüllen. Der dem Trapez angefügte ovale Altarraum ist indirekt von den Seiten beleuchtet. 1974 gestaltete der Mainzer Glaskünstler Alois Plum eine Glaswand für das Gebäude.

### Orgel
Die Orgel wurde 1979 von der Orgelbaufirma Vleugels (Hardheim) erbaut. Das Schleifladen-Instrument hat 21 Register auf zwei Manualen und Pedal. Die Spieltrakturen sind mechanisch, die Registertrakturen elektrisch.
| I Hauptwerk C–g3 |                 |    |
| 1.               | Prinzipal       | 8′ |
| 2.               | Rohrflöte       | 8′ |
| 3.               | Oktave          | 4′ |
| 4.               | Holzflöte       | 4′ |
| 5.               | Sesquialtera II |    |
| 6.               | Flachflöte 2′   |    |
| 7.               | Mixtur IV       |    |
| 8.               | Trompete        | 8′ |
|                  | Tremulant       |    |

| II Schwellwerk C–g3 |               |       |
| 9.                  | Holzgedackt   | 8′    |
| 10.                 | Violprinzipal | 4′    |
| 11.                 | Koppelflöte   | 4′    |
| 12.                 | Prinzipal     | 2′    |
| 13.                 | Quinte        | 1 ⁄3′ |
| 14.                 | Zymbel III    |       |
| 15.                 | Dulzian       | 16′   |
| 16.                 | Hautbois      | 8′    |
|                     | Tremulant     |       |

| Pedal C–f1 |           |     |
| 17.        | Subbaß    | 16′ |
| 18.        | Offenbaß  | 8′  |
| 19.        | Dulzflöte | 8′  |
| 20.        | Oktave    | 4′  |
| 21.        | Fagott    | 16′ |

- Koppeln: II/I, I/P, II/P
- Spielhilfen: zwei freie Kombinationen, tutti, Absteller (Zungen, Mixturen)